# Cobboldia elephantis
Cobboldia elephantis är en tvåvingeart som först beskrevs av Thomas Spencer Cobbold 1882.  Cobboldia elephantis ingår i släktet Cobboldia och familjen styngflugor. Inga underarter finns listade i Catalogue of Life.